# Tarachidia deleta
Tarachidia deleta là một loài bướm đêm trong họ Noctuidae.